# José María Almela Costa
José María Almela Costa (1900-1989) fue un pintor español. Está considerado como uno de los mejores pintores costumbristas de la Región de Murcia en el siglo XX.

## Biografía
Nació en Espinardo y con once años ya estaba interesado por el dibujo por lo que comenzó estudios en la Sociedad Económica de Amigos del País en Murcia, donde conoció a otros futuros pintores como Luis Garay, Pedro Flores García, Clemente Cantos, Victorio Nicolás y Joaquín. Con diecisiete años viajó a Madrid a completar su formación en la Escuela de Bellas Artes de San Fernando donde fue discípulo de Julio Romero de Torres y Sorolla entre otros, de modo simultáneo realizó estudios de Magisterio.
En 1918 participó en la Exposición Nacional de Huelva y un año después realizó su primera exposición individual en el Círculo de Bellas Artes de Murcia. En 1926 recibió una beca para estudiar en París donde estuvo residiendo y mantuvo contacto con otros pintores españoles. Al finalizar en 1931 su beca de ampliación de estudios realizó una oposición como administrativo de Institutos de Enseñanza Media y estuvo residiendo en Lorca y en Orihuela (Alicante). En 1936 obtuvo el título de profesor de dibujo y durante la guerra civil española continuó trabajando en su taller de Murcia hasta que fue movilizado poco antes de terminar.
Al finalizar la guerra es repuesto en su cargo en el instituto de Orihuela, aunque poco después se trasladó al instituto femenino Saavedra Fajardo de Murcia compaginando con la enseñanza en la Escuela de Magisterio hasta que en 1957 aprobó la oposición correspondiente.

## Trayectoria profesional
Desde 1945 realizó diversos encargos de temas religiosos para diversas iglesias entre los que se encuentran: en Jumilla en el convento de Santa Ana, en Lorca la capilla de San Cristóbal, en Murcia en las iglesias de San Andrés, del Carmen, de San Nicolás, el convento de Santa Catalina del Monte en La Alberca y la ermita del Molino de la Vereda en Sangonera La Seca.
En su obra se distinguen dos fases, la primera antes de la guerra civil en la que sus trabajos denotan la influencia de otros pintores y en al que se pueden destacar las obras Baile en la huerta, El estudio de Don Antonio de la Torre o El Sena; en la segunda fase su obra es más personal y podría destacarse Casa y jardín de 1971 y La modelo de 1982. 
Sus obras se encuentran en diversos lugares entre los que se puede destacar las colecciones permanentes del Museo de Bellas Artes de Murcia y en el Museo de la Ciudad. En este último se encuentran las obras: Casa huertana e Interior huertano de 1920, Parque de la Moncloa de 1926, bellísima pintura de la imagen de la Virgen de la Fuensanta de 1927, año de la Coronación Canónica de la Patrona de Murcia, óleo sobre lienzo de 136x112 cm., el tríptico Santa Genoveba abasteciendo París de 1928 y Claustro de las Claras de 1937.
Entre los premios que obtuvo están el premio Villacís de 1943 y el premio de la Asociación de Prensa de Murcia en la categoría de Bellas Artes de 1979.
Entre otros reconocimientos dispone de una calle en el barrio del Carmen de la ciudad de Murcia y la Encomienda de la Orden de Alfonso X el Sabio que se le otorgó en 1980.
En el año 1989 realizó una exposición antológica en el Palacio del Almudí en la que se pudo contemplar gran parte de su obra. En el año 2006 algunas de sus obras participaron en la exposición realizada en el Museo de la Ciudad de Murcia con el título Miradas sobre la huerta junto con otros pintores de su tiempo como  Luis Garay, Ramón Gaya, Pedro Flores, Ángel Tomás, Juan Bonafé, Victorio Nicolás, Clemente Cantos y Joaquín.

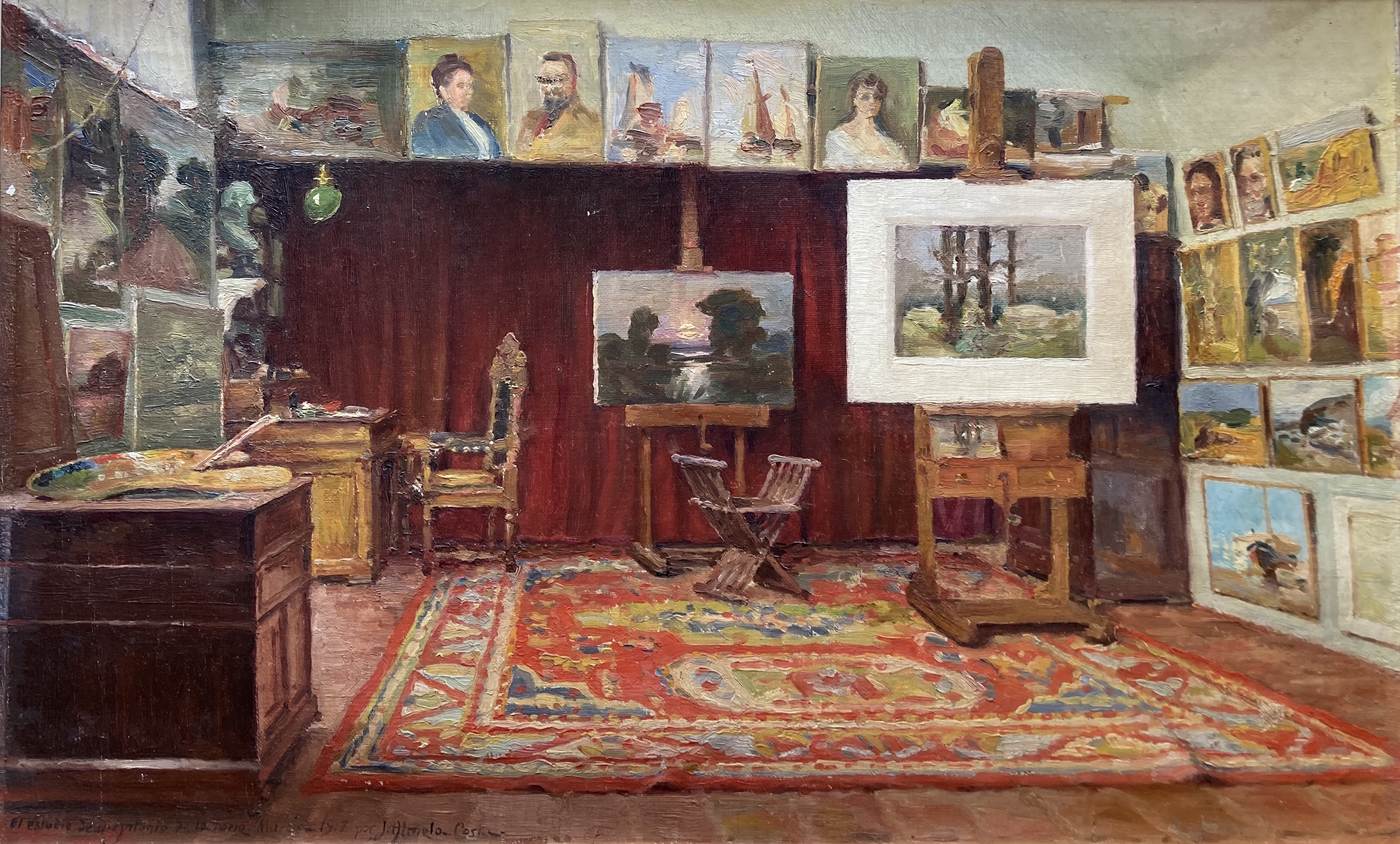
Óleo sobre lienzo